# Las llanuras del tránsito
Las llanuras del tránsito, también traducido en su versión en español como A través de la llanura, es la cuarta novela de la saga Los hijos de la tierra, de Jean 
M. Auel

## Argumento
La novela relata el viaje de un año desde que Ayla y Jondalar abandonan a los Mamutoi y remontan el Río de la Gran Madre (el Danubio) hasta la llegada a las tierras donde habita la tribu de Jondalar. A lo largo del trayecto Ayla va conociendo a distintas tribus de Los Otros -mayoritariamente grupos que Jondalar conoció en su viaje hacia la desembocadura del río- que frecuentemente le temen por su dominio sobre los animales (sobre todo de Lobo), lo que la lleva a pensar que también pueda ocurrir lo mismo con los Zelandonii, el grupo de Jondalar.
La novela tiene episodios en los que ambos personajes pasan por situaciones de mucho peligro, e incluso, en un momento, Lobo mata a una mujer que estaba a punto de asesinar a Ayla. Otro de los avatares del camino es la gran dificultad que ambos personajes encuentran para cruzar un glaciar que, desafortunadamente, no consiguieron atravesar en la época más adecuada. Finalmente, lo cruzan y llegan a "Los refugios de piedra", territorio de los Zelandonii, el pueblo de Jondalar.
- Datos: Q550208